# Lo Forn de Pa (Ascó)
Lo Forn de Pa és una obra del municipi d'Ascó (Ribera d'Ebre) inclosa en l'Inventari del Patrimoni Arquitectònic de Catalunya.

## Descripció
Situat a la plaça de l'Abadia, al costat de Ca Biarnès i la casa rectoral. Es tracta d'un forn per coure el pa d'origen medieval. L'edifici és aïllat, presenta dos nivells d'alçat i la coberta a dues vessants amb el carener paral·lel a la façana. A la façana lateral, al costat de la qual pugen unes escales, hi ha un portal tapiat d'arc pla de pedra acarada. A l'altra façana lateral s'ha obert el mur amb una porta de garatge moderna. En el moment de fer aquesta intervenció, també es van es va alçar la coberta i es va canviar per una planxa d'uralita i es van tapiar parcialment les finestres. Aquestes finestres són d'arc rebaixat arrebossat. El parament dels murs és de carreus a la planta baixa i arrebossat amb fang al primer pis.

## Història
El forn de la Cristiandat Vella és on es reunien els jurats i prohoms de la Universitat per a jutjar als prohoms. Després de l'expulsió dels moriscs d'Ascó, en fer la Carta de Població, l'any 1613, els cristians renunciaren al Forn de Pa situat a la Cristiandat Vella o Vila de Fora, a canvi de rebre les propietats dels moriscs que havien estat expulsats, i redimint-los del cens de trenta rals que havien de pagar cada any i concedint-los, a més el "Privilegi del Forn". Aquest privilegi consistia en que en ésser empresonat un civil d'Ascó pels guardes del Comanador del Castell, aquests havien de portar el pres a la Porta del Forn, cridar els Jurats de la Vila i exposar el motiu pel qual l'havien capturat. Segons el criteri dels Jurats, es pujava a la presó del Castell o el prenien ells i el tancaven a la presó de Ca la Vila, essent aleshores, el càstig, molt més suau.